# Auslandsdienstlehrkraft
Auslandsdienstlehrkraft (ADLK) ist in Deutschland die offizielle Bezeichnung für auf Lebenszeit verbeamtete oder unbefristet angestellte Lehrkräfte, die von ihren innerdeutschen Dienstherren der Bundesländer beurlaubt werden, um den Dienst an einer Deutschen Schule im Ausland aufzunehmen. Die Beurlaubung erfolgt in der Regel für drei Jahre. Es besteht die Möglichkeit der Verlängerung. Unter besonderen Bedingungen kann eine Beurlaubung für maximal 8 Jahre erfolgen.
Der Antritt des Auslandsschuldiensts muss vor der Vollendung des 61. Lebensjahrs stattfinden.
Auslandsdienstlehrkräfte erhalten für den Auslandsschuldienst Zuwendungen aus Haushaltsmitteln des Auswärtigen Amts nach der „Richtlinie für Zuwendungen für Lehrkräfte im Auslandsschuldienst“, die auf der Homepage der Zentralstelle für das Auslandsschulwesen veröffentlicht ist. In der Regel sind die Schulleiter Deutscher Auslandsschulen sowie Lehrkräfte mit der Lehrbefähigung für die Sekundarstufen I und II Auslandsdienstlehrkräfte.
Obwohl die finanzielle Unterstützung durch den Bund erfolgt, wird kein Arbeitsverhältnis zu diesem begründet. Die Besoldung orientiert sich bei verbeamteten Lehrkräften am Bundesbesoldungsgesetz. Besoldungsgruppe und -stufe orientieren sich an der Eingruppierung/Einstufung der Lehrkraft am letzten Tag vor der Freistellung durch den bisherigen Dienstherrn.